# Mont-Tremblant

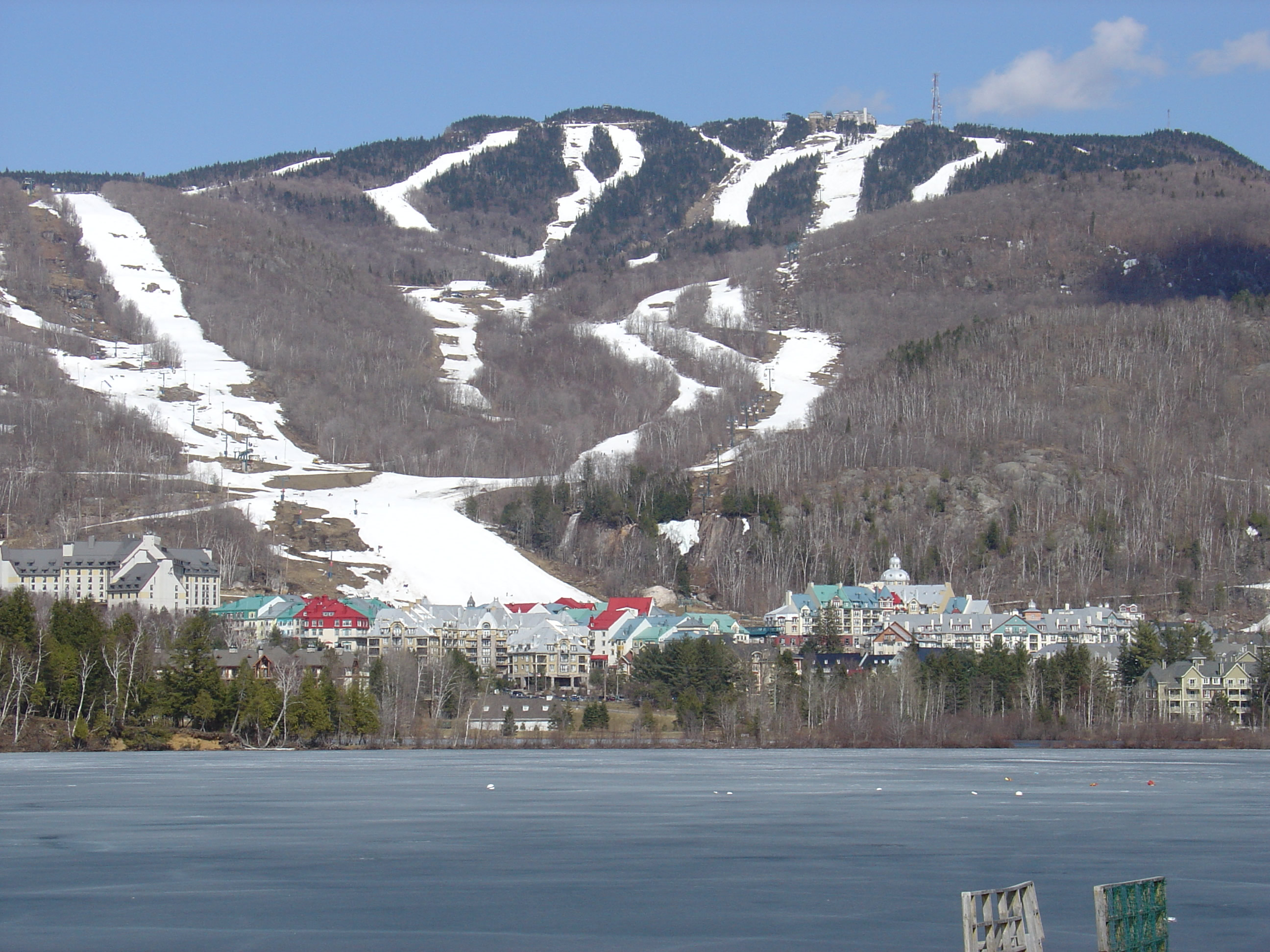
Mont-Tremblant no inverno

Mont-Tremblant é uma cidade da província canadense de Quebec, localizada a 139 quilômetros noroeste de Montreal. A cidade, que possui uma população fixa de 8 352 habitantes (do censo nacional de 2000), área de 256,611 km² e densidade demográfica de 32,5 hab/km², é um grande centro turístico, especialmente no inverno, por possuir uma bela paisagem natural e um terreno propício ao esqui.
- Lista de lugares pra dormir na região de Mont-Tremblant, en ingles